# Trevor Bryan
Trevor Bryan (ur. 23 sierpnia 1989 w Nowym Jorku) – amerykański pięściarz, mistrz świata WBA Regular w kategorii ciężkiej.

## Kariera zawodowa
Zadebiutował 5 listopada 2011 roku, pokonując na Florydzie przez RTD w drugiej rundzie Demarcusa Younga.
Swój pierwszy zawodowy tytuł wywalczył po odniesieniu kolejnych piętnastu zwycięstw z rzędu. 28 sierpnia 2015 roku w Las Vegas pokonał jednogłośnie na punkty (98-91, 97-92, 98-91) Derrica Rossyego (30-9), zdobywając tym samym tytuł NABF w kategorii ciężkiej.
11 sierpnia 2018 roku w Phoenix stanął do walki o pas tymczasowego mistrza świata organizacji WBA w wadze ciężkiej, mając za rywala byłego pretendenta do tytułu czempiona kategorii junior ciężkiej BJ Floresa (34-4-1, 21 KO). Rywala pokonał przez techniczny nokaut w czwartej rundzie i wywalczył mistrzowski tytuł.
29 stycznia 2021 roku w Seminole Hard Rock Hotel and Casino w Hollywood pokonał przez TKO w 11. rundzie byłego mistrza świata Bermane Stiverne'a (25-5-1, 21 KO), dzięki czemu został mistrzem WBA Regular w kategorii ciężkiej.